# Массовый террор в Крыму (1917—1918)

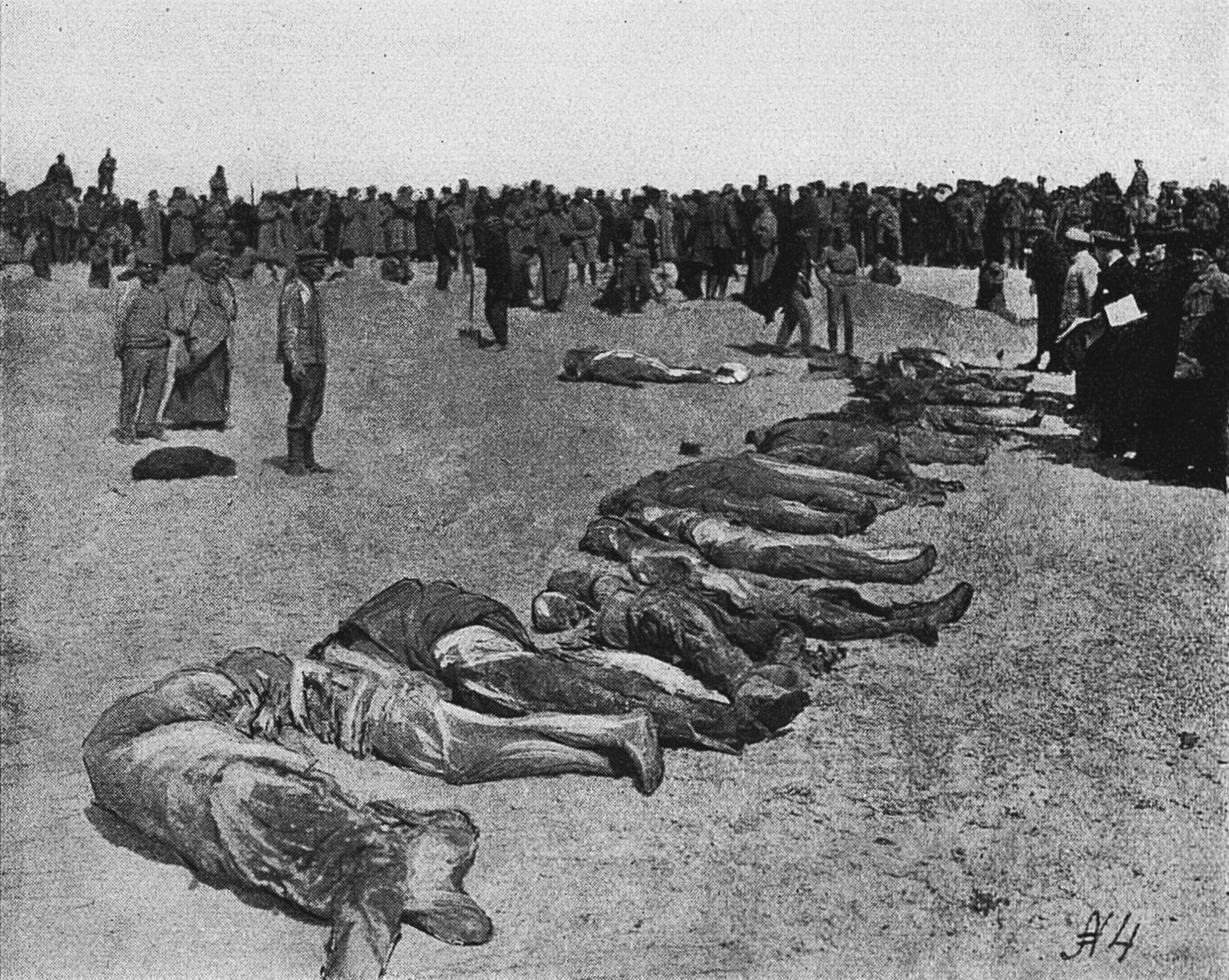
Тела казнённых во время «варфоломеевских ночей» в Евпатории, выброшенные на берег летом 1918 года

Ма́ссовый терро́р в Крыму́ — акты революционного и уголовного насилия, имевшие место на территории Крымского полуострова зимой 1917—1918 годов в период установления советской власти. События происходили в период послереволюционного хаоса и стали первым случаем массового красного террора в ходе Гражданской войны в России. Для них характерны самосуды, обусловленные наступившим в конце 1917 года фактическим безвластием в Крыму и ростом левого экстремизма, вызванного активной деятельностью и агитацией радикальных партий, прежде всего левых.
Всего за период установления и господства в Крыму советской власти (декабрь 1917 — апрель 1918 годов) в результате террора было убито не менее тысячи человек. В советских исследованиях эти события в основном не находили освещения.

## Теоретическое обоснование допустимости массового террора
Террор входил в теоретически обоснованные и приемлемые средства борьбы российских революционных партий, таких как эсеры, анархисты, большевики. Последние, отвергая  индивидуальный террор, оправдывали применение массового террора в период «наивысшего обострения классовой борьбы» — пролетарской революции. При этом идея применения массового террора родилась в среде высшего руководства этой партии. Для большевиков террор был лишь тактическим способом достижения целей — уничтожения врагов и запугивания неопределившихся.
Выдвинув с началом Первой мировой войны лозунг «Превратим империалистическую войну в войну гражданскую!», психологически большевики были готовы развязать гражданскую войну, сопровождавшуюся массовым террором, ради превращения мировой войны в мировую революцию.

## Ситуация на Крымском полуострове после Октябрьской Социалистической революции

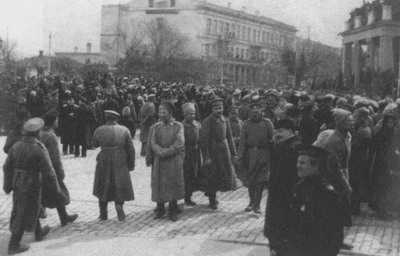
Митинг на площади Нахимова в Севастополе. 6 октября 1917 года

К концу 1917 года политический фон в Крыму, как и во всей России, сильно качнулся влево. Если на выборах в городские думы, проведённых летом 1917 года, во всём Крыму в думы прошёл единственный большевик — в Севастополе, то выборы во Всероссийское учредительное собрание, проходившие в Крыму 12 (25) ноября—14 (27) ноября 1917 года, дали большевикам заметный процент избирателей в крупных городах: Симферополе, Севастополе, Ялте, Феодосии, Судаке, Коктебеле и ряде других населённых пунктов.
Популярность самых многочисленных партий — социал-революционеров и меньшевиков, — к ноябрю 1917 года резко упала. Партийные активисты покидали ряды партий, зачастую вступая в ряды большевиков. Видную роль в Крымских событиях второй половины 1917 года играли анархисты. Группы анархистов действовали во всех крупных городах Крыма и на Черноморском флоте — о степени влияния анархистов на последний свидетельствует тот факт, что председателем созданного 30 августа (12 сентября) 1917 года Центрального исполнительного комитета Черноморского флота (Центрофлот) был избран анархист. Неискушённые в политике матросы не отделяли большевиков от анархистов — большевичка Н. И. Островская, присланная в Крым ЦК РСДРП(б), писала: «…их (анархистов) принимают за нас…».
За исключением значительной (но совершенно не бо́льшей) части Черноморского флота, рабочих Симферопольского завода А. А. Анатра и Севастопольского морского завода, население Крыма, в том числе крымский пролетариат, встретило Октябрьскую социалистическую революцию резко отрицательно.
К концу 1917 года на территории Крымского полуострова сформировалось три фактических центра власти:
- традиционные земства, городские думы, профсоюзы, фабзавкомы и советы, не признавшие Октябрьскую социалистическую революцию, представлялись Таврическим губернским советом народных представителей (СНП) — органом управления Таврической губернией, избранным 20 ноября (3 декабря) 1917 года съездом представителей упомянутых организаций. СНП стоял на традиционных общероссийских позициях (созыв Учредительного собрания и прочее), осуждая захват власти большевиками;
- Курултай крымскотатарского народа, осуждавший передачу власти советам, взявший курс на достижение государственной самостоятельности Крыма;
- Севастопольский Совет и образованный Военно-революционный комитет, контролируемые большевиками и их союзниками левыми эсерами, не признавшие ни СНП (они переиграли его аббревиатуру в «Союз народных предателей»), ни претензии на власть Курултая, хотя с последним могли вступать во временные союзы по отдельным вопросам.

К этому нужно прибавить всё ещё пытавшуюся претендовать на законную власть администрацию Временного правительства. Всё это вместе взятое породило хаос и анархию в управлении Крымом. В политическом плане Крым представлял собой арену борьбы двух основных идей — большевизма и крымскотатарского национализма. Русское офицерство и русские социалистические партии прочих оттенков, являвшиеся противниками и первого, и второго течений, по сути устранились от участия в этом конфликте.
Главной и определяющей силой на Крымском полуострове был Черноморский флот. Не участвуя в боевых действиях с лета 1917 года, моряки Черноморского флота, призванные в него со всех регионов бывшей Российской империи, всё больше и больше вовлекались в решение текущих крымских проблем, хоть сам Крым был для них чужой землёй. Несмотря на разложение дисциплины, а возможно и благодаря этому, Черноморский флот оставался грозной силой — только в Севастополе на кораблях и в крепости находилось около 40 тысяч моряков. На иных кораблях сложились отношения, мало чем отличающиеся от отношений в преступных сообществах. Сухопутные части, дислоцированные в Крыму, находились в ещё большей степени разложения. После Приказа № 1 нормальной армейской и флотской службы не стало. После провала Корниловского выступления были отмечены случаи избиения офицеров. К концу 1917 года флотская среда стала уже более экстремистской, чем сами большевики. В этих условиях уже даже перед большевиками Крыма стояла задача не возбуждения военнослужащих, а их сдерживания. Сами же моряки, имея собственные новые революционные органы власти (прежде всего — Центрофлот, стоявший на самых леворадикальных позициях, а также Севастопольский совет и Военно-революционный комитет), были готовы начать стихийные погромы вне всякого внешнего руководства.
Совет народных представителей и Курултай опирались на военную силу, стоявшую за бывшим штабом крымских войск бывшей Русской армии — Объединённый крымский штаб. Во главе его стояли крымскотатарский лидер Джафер Сейдамет и полковник В. В. Макухин. Кроме крымскотатарских национальных частей — «эскадронцев» — он теоретически мог опереться на 2½ тысячи русских офицеров, находившихся на территории Крыма. Общее число бойцов, стоявших за СНП, оценивалось в 6 тысяч штыков и сабель.
Ещё одним фактором, дестабилизировавшим обстановку, была активность соседней украинской Центральной рады, которая заявила о своих притязаниях на Черноморский флот бывшей Российской империи и поощряла украинизацию кораблей Черноморского флота с целью их дальнейшего подчинения Украине. С ноября 1917 года Центральная рада уже открыто заявляла о подчинении Крыма своей власти. При этом и Центральная рада, и Мусисполком крымскотатарского Курултая, не доверяя ни одной из сторон в борьбе за власть в Крыму, тем не менее старались использовать друг друга в борьбе против наиболее опасного противника — советского большевизма, вступая для этого во временные союзы.
Тяжёлой была криминогенная обстановка — ещё летом 1917 года крымские города захлестнула волна уголовной преступности и солдатского мародёрства. В сельской местности шли самовольные захваты помещичьих и монастырских земель, усадьбы и хозяйства подвергались разграблению, массово незаконно вырубались леса. Такие действия крестьян во многом обуславливались соответственной агитацией пришлых леворадикалов, прежде всего из числа солдат и матросов. К началу осени 1917 года на полуострове начались стихийные протесты против роста цен на продукты питания и общей дороговизны жизни, для усмирения которых приходилось привлекать воинские части. Ситуация усугублялась обилием местного вина, из-за чего зачастую приходилось заниматься усмирением и самих воинских частей, принявших участие в пьяном разгуле. Неспособность властей пресечь беззаконие вынудило население прибегать к самосудам.
Из всех политических сил Крыма только две были противниками насилия — народные социалисты и меньшевики. Все остальные партии, прежде всего большевики, левые эсеры и анархисты, намеревались достичь свои политические цели вооружённым насилием.

## Начало террора
4 (17) ноября 1917 года в Петрограде было принято решение о направлении на Черноморский флот очередной (уже третьей по счёту) делегации матросов-балтийцев для «обмена передовым опытом». Делегация в числе двадцати пяти матросов-кронштадцев в сопровождении двух крымских большевиков А. Калича и А. Рыжих, находившихся в Петрограде как раз в дни октябрьского вооружённого восстания, принимавших в событиях непосредственное участие и получивших инструкции для возвращения в Севастополь лично от Я. М. Свердлова, прибыла в Севастополь 15 (28) ноября 1917 года. Кронштадцы немедленно приступили к возбуждению черноморцев, требуя избиения офицеров.
Проходивший в Севастополе 6 (19) ноября—10 (23) ноября 1917 года съезд экипажей кораблей и береговых команд Черноморского флота принял решение о направлении на Дон вооружённых отрядов моряков Черноморского флота для помощи местным советам в захвате власти и подавлении сопротивления «контрреволюции». Командование Черноморского флота и офицерство выступало против этого. Эта позиция офицерства была расценена как «контрреволюционная». С 15 (28) ноября 1917 года в Севастополе начались самочинные аресты офицеров.
В боях с частями атамана Каледина отряды черноморцев были разбиты. Вина за это была возложена на командование отрядом — ещё под Тихорецкой матросы расстреляли лейтенанта А. М. Скаловского, одного из четырёх офицеров, которые входили в Черноморский революционный отряд. 10 (23) декабря 1917 года в Севастополь были доставлены тела 18 матросов, убитых в столкновениях с донскими казаками. Через день в Севастополь вернулись первые матросы из разбитого отряда. Похороны убитых в бою с казаками матросов вылились в громадную демонстрацию, требовавшую «немедленного избиения офицеров…». После похорон произошло первое убийство офицера — 12 (25) декабря 1917 года на борту эсминца «Фидониси», находившегося в море, кочегар Коваленко убил мичмана Николая Скородинского после замечания за нерадивую службу.

## Убийства офицеров Черноморского флота в декабре 1917 года в Севастополе
Поводом для начала расправы с морскими офицерами стали воспоминания о Морском суде 1905 и 1912 годов, в котором матросов, принимавших участие в бунтах, офицеры приговаривали к каторге и расстрелам. Часть судейских офицеров была арестована ещё в начале октября 1917 года, после того, как в Севастополь прибыл матрос Купцов — один из осуждённых в 1912 году, и призывавший на митингах к мести. Было решено найти всех офицеров, принимавших участие в тех событиях и убить их. На деле репрессии обрушились на всех морских и некоторую часть сухопутных офицеров. Офицеров массово разоружали. Судовые комитеты выносили такие резолюции: «Ни одного револьвера, ни одной сабли у офицеров быть не должно. Все виды оружия должны быть у них отобраны».
15 (28) декабря 1917 года матросы эсминцев «Фидониси» и «Гаджибей» расстреляли на Малаховом кургане всех своих офицеров (32 человека). К вечеру того же дня резня офицеров шла уже по всему Севастополю. Трупы были выброшены в море в Южной бухте. Очевидцы свидетельствовали, что всего в Севастополе за время этих событий было убито 128 офицеров. Севастопольский Совет, накануне событий разогнанный большевиками, ничего не сделал для прекращения убийств. Лишь на следующий день, 16 (29) декабря 1917 года, Совет выразил убийцам «порицание». Впрочем, историки отмечают, что для самого большевистского руководства эти эксцессы не были такой уж неожиданностью. Так, когда бывший член Севастопольского совета А. Каппа после декабрьской резни спросил председателя Совета Н. А. Пожарова, конец ли это террору, то получил ответ: «Пока да, но вспышки ещё будут…».
Очевидно кем-то из образованных свидетелей этих событий им было дано прозвище «варфоломеевские ночи». Название сразу прижилось в матросской среде и вошло в повседневный обиход не только в Крыму, но и на всём пространстве бывшей Российской империи. Вскоре однако появился более «русифицированный» термин — «еремеевские ночи». Выражения «варфоломеевские ночи», «еремеевские ночи» в дальнейшем широко применялись при описании последующих актов красного террора в Крыму.

## Установление советской власти в январе 1918 года
Проведённые в конце декабря 1917 года досрочные выборы в Севастопольский совет и в ЦК Черноморского флота дали большинство коалиции большевиков и левых эсеров. Весь Черноморский флот и крупнейший город Крыма находился в руках большевиков. «Севастополь стал Кронштадтом Юга», — писал в своих воспоминаниях Ю. П. Гавен. По примеру Севастополя большевики начали образовывать Военно-революционные комитеты (ВРК) по всему Крыму. ВРК фактически подменяли существовавшие советы. В них господство большевиков уже было безусловным. 3 (15) января 1918 года Исполнительный комитет Севастопольского совета выпустил обращение: «…ко всем Советам Крымского полуострова с предложением немедленно приступить к образованию Красной гвардии для защиты завоеваний революции от посягательств контрреволюционеров, под каким бы флагом они ни выступали». 12 (25) января 1918 года был создан претендовавший на командную роль в военных вопросах Военно-революционный штаб, в который делегировали своих представителей ЦК ЧФ, Севастопольский ВРК, Севастопольский совет и главный заводской комитет. Однако этот орган оказался недееспособным из-за разнообразия мнений и отсутствия технического аппарата управления.
Такое обилие властных органов не могло не породить хаоса и неразберихи. Единственным органом, который функционально мог управлять подчинёнными структурами, был Черноморский Центрофлот, которому командование Черноморским флотом было поручено решением I Всероссийского съезда военного флота 27 декабря 1917 года (9 января 1918 года). Построенный по образцу советов (пленарные заседания, исполком с подотчётностью Всечерноморским съездам), он являлся одновременно и политическим, и командным органом Черноморского флота, так как располагал собственным аппаратом управления, кроме того, ему подчинялось командование ЧФ со всей флотской инфраструктурой и средствами связи. Хотя большевики и пытались обуздать матросскую вольницу и поставить её хоть в какие-то рамки, но выпущенный ими же на волю поток насилия остановить было уже невозможно.
Гражданская война на территории Крыма началась ещё в конце декабря 1917 года (старого стиля) — боевые столкновения между войсками СНП (основными вооружёнными силами которого были созданные ещё при Временном правительстве национальные части из крымских татар) и большевизированными частями происходили в крымских городах. Как вспоминал участник событий большевик Ю. П. Гавен, руководство крымских большевиков намеренно использовало выступление СНП против Севастополя для захвата власти во всём Крыму:

За исключением Севастополя все города Крыма встретили октябрьский переворот враждебно… Уже в конце декабря 1917 г. после захвата власти (в Севастополе) стало ясно, что Крым может советизироваться только путём вооружённой борьбы… Пришлось придерживаться дипломатии… Мы шли под лозунгом обороны революции… масса была убеждена в том, что Курултай хочет захватить власть… мы всё время вели такую работу (представители ВРК), чтобы всё выглядело так, что на нас наступают контрреволюционные силы, офицерские отряды, эскадронцы, а мы только обороняемся, и таким образом бросали свои силы к Ялте, Евпатории, Керчи.
К середине января 1918 года военные действия, носившие яркую национальную окраску (русские (сторонники советов) против татар (сторонники краевого правительства)), шли уже на всём полуострове. Установление советской власти в городах на побережье Крыма шло по единому сценарию. Первоначально в город вводились верные Краевому правительству, преимущественно татарские по национальному составу, воинские части, советы распускались, большевизированные местные гарнизоны разоружались. В ответ к городу по приказу Центрофлота и иногда по просьбам местных большевиков подходили военные корабли Черноморского флота, высаживался десант, к которому присоединялись местные большевики и тёмные личности, желавшие заняться разбоем. Вооружённое сопротивление частей, верных Краевому правительству, легко преодолевалось. После этого начиналась расправа с захваченным противником и «буржуями», в категорию которых мог попасть любой обыватель.

### Террор в Евпатории
В Евпатории установление советской власти встретило сопротивление местной офицерской дружины и крымскотатарских частей, направленных в Евпаторию из Симферополя штабом крымских войск, подчинявшимся СНП. Началось разоружение большевизированных воинских частей, размещённых в Евпатории. 13 (26) января 1918 года капитаном А. Л. Новицким был убит председатель евпаторийского совета Д. Л. Караев, что накалило обстановку.
На помощь местным большевикам из Севастополя на транспорте «Трувор» и гидрокрейсере «Румыния» был отправлен десантный отряд из революционных моряков и красногвардейцев числом до полутора тысяч. После обстрела города из орудий гидрокрейсера на побережье был высажен десант. В городе начались репрессии, принявшие широкий размах и длившиеся три дня. На глазах родственников, наблюдавших за совершением казни, были утоплены в море все схваченные члены офицерской дружины (46 человек), арестовано свыше восьмисот «контрреволюционеров» и «буржуев», степень виновности которых определяла тут же организованная из местных и севастопольских революционеров судебная комиссия.
Пленных разместили в трюме транспортного судна, комиссия заседала на нём же. Трупы сбрасывали в Чёрное море. Точное количество убитых в течение первых трех дней (15—17 января старого стиля) по решению этой комиссии неизвестно, но составляет не менее 47 человек:289. По данным С. П. Мельгунова, опиравшимся на материалы Особой комиссии по расследованию злодеяний большевиков, было умерщвлено не менее трехсот лиц из числа арестованных. Последующие историки полагали, что эти данные, возможно, завышены и называли число в пятьдесят человек как наиболее близкое к реальности.
В дальнейшем, после убытия севастопольского десанта, казни продолжили местные активисты. Они совершались уже не в море, а в городе — на территории городской свалки или на улицах, прямо возле домов, где производились аресты. Евпатория стала единственным крымским городом, в котором открытое и активное участие в уничтожении реальных и мнимых противников советской власти принимали не только безымянные матросы и люмпен-пролетарии, но и часть городского советского руководства (особую известность приобрела семья Немич). Сохранились документальные свидетельства того, что лица, принимавшие активное участие в кровавых убийствах, одновременно занимались банальным грабежом, прикрываясь при этом военными и революционными нуждами.

### Террор в Феодосии
Для установления советской власти в Феодосии в первых числах января 1918 года на рейд прибыл эсминец «Фидониси» с отрядом революционных матросов на борту под командованием анархиста А. В. Мокроусова. Был высажен десант. Матросы перебили всех найденных офицеров (число жертв оценивалось от нескольких десятков до шестидесяти трёх человек), но дальнейшего «истребления контрреволюции» в городе не произошло, благодаря позиции Феодосийского совета, возглавляемого умеренным большевиком врачом С. В. Констансовым, а также первого советского коменданта Феодосии М. Ф. Барсова, который заявил севастопольским революционерам: «Буржуи здесь мои и никому чужим их резать не позволю».

### Террор в Ялте
Курортная Ялта, в которой традиционно проживало много выздоравливавших после ранений офицеров, стала ареной кровопролитных боёв между отрядами революционных матросов и крымскотатарских эскадронцев с 9 (22) января по 17 (30) января 1918 года с применением корабельной артиллерии и гидроавиации. Заняв город, матросы и красногвардейцы устроили охоту на офицеров и случайных прохожих, которых убивали прямо на улицах; иногда, вероятно, только для того, чтобы ограбить трупы. Всего было убито, по разным оценкам, от восьмидесяти до ста человек, а с учётом погибших в последующие дни в других населённых пунктах Южного берега Крыма — до двухсот.

### Террор в Симферополе
В Симферополе располагался Объединённый штаб крымских войск и головные структуры противоборствовавших большевикам и советам организаций — СНП и крымскотатарского курултая. После того как стоявшие за советскую власть отряды матросов и красногвардейцев начали наступление из Севастополя в сторону Симферополя, в Симферополе было поднято советское восстание. К 14 (27) января власть курултая и СНП была ликвидирована. В Симферополь вошли севастопольские отряды. Как и в других городах Крыма, начались аресты и убийства офицеров и видных граждан города. Общее число жертв террора в первые дни после установления в городе советской власти по данным Комиссии ВСЮР по расследованию злодеяний большевиков доходило до 200 человек, в то время как советские исследователи называли куда большее число — по их данным в Симферополе всего было убито до 700 офицеров.

## Вспышка насилия 21—24 февраля 1918 года
К концу января 1918 года (по старому стилю) в бывшем Черноморском флоте в результате шедшей с конца 1917 года демобилизации численность личного состава сократилась вдвое — на Флоте числилось 2294 офицера и 25 028 матросов и солдат. Бо́льшую часть составляли призывники 1917 года, которые вообще не встречали на службе иных условий, кроме революционного разлада. Правящая коалиция большевиков и левых эсеров, фактически управлявшая Черноморским флотом, к этому моменту начала распадаться из-за различного отношения этих партий к возможности заключения мира с Германией. Это ещё более ухудшило дисциплину — солдатская масса, получавшая разнонаправленные сигналы от ещё недавно единых краевых органов, стала совершенно неуправляемой. На этом фоне активизировались анархисты, отряды которых представляли опасность даже для большевистского руководства.
Тогда же финансовая жизнь Крыма пришла в полный упадок. Крымская казна была пуста. Рабочим, морякам и служащим было нечем платить заработную плату, не на что закупать продовольствие и прочее. Большевистские ревкомы, которым де-факто принадлежала власть, решили произвести «контрибуции» — определённые и громадные суммы, которые в весьма ограниченный срок должны были вносить в пользу советов поименованные ими лица, отдельные социальные группы («буржуи»), целые административные единицы. Так, например, севастопольская буржуазия была обложена 10 миллионами рублей, Ялта — 20 миллионами. Евпатория и Феодосия должны были выложить по 5 миллионов, Коктебель — 500 тысяч рублей и так далее, вплоть до каждого уезда и каждой волости. Внести настолько крупные суммы было фактически невозможно. Тогда же стали брать заложников как гарантов взимания контрибуций из числа родственников тех, кто должен был внести контрибуцию. Невыполнение контрибуций послужило поводом к событиям, разыгравшимся в Крыму в конце февраля 1918 года. Большевистские руководители Крыма впоследствии объясняли вспышку насилия последней декады февраля 1918 тем, что «…капиталисты и спекулянты ловко уклонялись от уплаты налога… такое поведение буржуазии… довело возмущение экспансивной массы моряков до такого состояния, что оно вылилось в стихийное массовое уничтожение злостных неплательщиков».
Большевистская власть настроила против себя и крестьян — им было приказано рассчитаться за все недоимки предыдущих лет (начиная с 1914 года), что было заведомо неисполнимо. Срыв сбора недоимок вызвал применение репрессий, что в свою очередь породило волну недовольства, прокатившуюся по сельской местности.
14 февраля 1918 года в Севастополь были доставлены тела 27 матросов, погибших в боях на Дону. В городе был объявлен всеобщий траур и отменены все увеселительные мероприятия. Непосредственным толчком к новому витку террора послужил декрет Совета народных комиссаров «Социалистическое отечество в опасности!» от 21 февраля 1918 года в связи с началом германского наступления на разрушенном демобилизацией Русской армии Восточном фронте. Декрет возвращал смертную казнь, отменённую II съездом Советов. Правом бессудного расстрела наделялись красногвардейцы: «6) В эти батальоны должны быть включены все трудоспособные члены буржуазного класса, мужчины и женщины, под надзором красногвардейцев; сопротивляющихся — расстреливать.… 8) Неприятельские агенты, контрреволюционные агитаторы, германские шпионы расстреливаются на месте преступления». В дополнение к общему декрету, широко растиражированному советской печатью Крыма, Черноморскому Центрофлоту пришла отдельная телеграмма от члена коллегии народного комиссариата по морским делам Ф. Ф. Раскольникова, усиливавшая тревожные ноты Декрета и предписывавшая «искать заговорщиков среди морских офицеров и немедленно задавить эту гидру». Декрет и телеграмма упали на подготовленную почву.
Историки Зарубины обратили внимание на то, что хотя, на первый взгляд, террор тех дней имел совершенно хаотичные и неуправляемые формы, однако был подготовлен революционной агитацией предшествующего периода — при всём внешнем хаосе жертвами террора становились почти исключительно имущие группы населения и офицеры, пусть даже уже давно находившиеся в отставке (в большевистской пропаганде — «классовые враги» и носители «контрреволюционных настроений»). На этом основании историки сделали вывод, что большевистская власть несёт прямую ответственность за произошедшую резню. Как и в предыдущие вспышки насилия (декабрь 1917 — январь 1918) бессудные убийства сопровождались грабежами.
21 февраля 1918 года на кораблях Черноморского флота прошли матросские митинги, принимавшие самые крайние резолюции, «вплоть до поголовного истребления буржуазии». На общематросском митинге, проведённом на линкоре «Воля», была избрана комиссия из 25 членов во главе с анархистами С. И. Романовским, С. Г. Шмаковым и Басовым. Всё это уже шло без ведома исполкома Севастопольского совета. Центрофлот ЧФ пытался протестовать, выпуская бессильные призывы остановить неконтролируемый террор, а после даже его осудил.
В крымском Государственном архиве хранятся данные, свидетельствующие о том, что за три ночи 21—24 февраля 1918 года вышедшими из-под контроля матросами и красногвардейцами в Севастополе было уничтожено 600 человек. Эти цифры приводятся и современными историками. Историк Т. Н. Быкова писала, что это число вероятно занижено. Свидетель событий Н. Н. Кришевский писал о 800 убитых в Севастополе в эти дни офицерах. Жертвами стали политический лидер крымских татар, муфтий Номан Челебиджихан, контр-адмирал Н. Г. Львов и еще полтора десятка офицеров, выданных толпам из камер Севастопольской тюрьмы. Вслед за Севастополем волна убийств прокатилась по другим крымским городам — Симферополю (в ночь на 24 февраля убито до 170 видных горожан и офицеров), Ялте, Феодосии. По всему Крыму в эти дни было убито, вероятно, до тысячи человек. Постфактум советская власть Крыма осудила февральскую вспышку террора, но историки Зарубины назвали решения советских органов запоздалыми, циничными и инфантильными. Террор был прекращён вооружённым вмешательством севастопольских рабочих, остановивших озверевшие банды матросов, осудивших беспомощную позицию Севастопольского совета и потребовавших провести его перевыборы.

## Крымские города, в которых удалось избежать массового террора
В Крыму в ряде городов установление советской власти зимой 1917—1918 годов обошлось без жертв. Самым крупным из таких городов была Керчь, в которой большевистская власть со всеми атрибутами (совет и ревком) была установлена 6 (19) января 1918 года. Очевидец событий вспоминал: 

…с благодарностью я вспоминаю г. Кристи, идейного большевика, которого судьба поставила во главе большевистской власти в Керчи. Интеллигентный человек, мягкий и кроткий, хотя — горячий и искренний последователь большевистских идей, но враг всякого насилия, крови и казней, обладая большой волей и характером, один только Кристи спас Керчь от резни, которую много раз порывались произвести пришлые матросы с негласного благословения Совдепа…
Ещё одним городом, где не происходили бессудные убийства, была Алупка. В ней также благодаря местным большевикам — Тоненбойму, Батюку и Футерману — удалось не допустить «варфоломеевских ночей». Алупкинскому совету пришлось выдержать сильное давление и вступить в открытый конфликт с Ялтинским советом, требовавшим «избиения буржуазии». 2 апреля 1918 года в Алупке прошёл «народный митинг», участники которого выразили поддержку и полное доверие своему местному совету, спасшему город от возможной резни, а от деятелей Ялты, которые «прикрываясь светлым ликом революции и своим высоким авторитетом… имеют преступные замыслы», потребовали немедленного сложения полномочий.
На основании примеров этих городов историки Зарубины сделали вывод, что вспышки террора не были неизбежными, что если бы в руководстве большевистских организаций и советов и в иных городах стояли лица, твёрдо отвергавшие насилие, а не тайно или даже явно подстрекавшие к нему, то массового террора в Крыму можно было бы избежать.

## Террор в сельской местности
Если о происходившем в городах сохранились как многочисленные свидетельства современников, так и отчёты советских органов власти, то о происходившем в крымской деревне в этот период известно куда меньше. Но как и советские власти, так и уголовная вольница, использовали насилие и террор против сельского населения для решения продовольственной проблемы, остро вставшей зимой 1917—1918 годов. Крестьяне, особенно зажиточные, вошли в число слоёв, наиболее пострадавших в описываемый период.
Большевистское правительство спустило в Крым высокую разнарядку по вывозу продовольствия в Центральную Россию. В последние дни марта — начале апреля почти ежедневно отправлялись составы из 150—200 вагонов пшеницы, а всего с февраля по апрель 1918 года советские власти вывезли из Крыма 3½ млн пудов хлеба. Как написал в своей телеграмме от 28 февраля 1918 года комиссар по продовольствию Симферопольского военно-революционного комитета в адрес Московского городского продовольственного комитета: «Таврида кормит 21 голодающую губернию, десять железных дорог, Москву, Петроград, Финляндию, целый ряд фабрично-заводских районов, население своих городов…»
Наряду со сбором объявленных новыми властями революционных контрибуций, крестьянам было также приказано сдать все дореволюционные недоимки, что было практически невозможно сделать. Это раскрывало широкие возможности для репрессий против крестьян, не имевших достаточных запасов для исполнения объявленных властями объёмов, предназначенных к обязательной сдаче. Вооружённые отряды, направляемые властями в сельскую местность для изъятия продовольствия, пресекали всякие попытки сопротивления показательными порками, конфискациями имущества и расстрелами. Как писали газеты: «Крестьянство ко всем этим репрессивным мерам относится крайне отрицательно. Жители находятся под непрекращающимся страхом беспричинного и ничем не оправданного убийства». Подобные действия советской власти оттолкнули от неё крестьянство, а так как оно в Крыму было в основном крымскотатарским по своему составу, то восстание, начавшееся в крымской деревне в конце апреля 1918 года, сразу же приобрело черты этно-конфессионального конфликта, обрушив свою ярость на христианское (греческое, армянское, русское) население, которое в глазах татар отождествилось с советской властью.
В Феодосийском уезде бесчинства реквизиционных отрядов приобрели такой масштаб, что сами советские власти были вынуждены признать размах конфискация «частично необоснованным» и применить вооружённую силу против наиболее ретивых экспроприаторов.

## Судьба членов императорской фамилии
Историки Зарубины полагают, что только германское вторжение в Крым в апреле 1918 года спасло находившихся на территории Крыма представителей Дома Романовых от расправы. В своих имениях на Южном берегу Крыма с конца весны 1917 года по соответствующим разрешениям Временного правительства проживали: Великий князь Николай Николаевич (в имении «Чаир»), вдовствующая императрица Мария Фёдоровна, Великий князь Александр Михайлович, Великая княгиня Ольга Александровна и их родственники проживали в имении «Ай-Тодор»; великий князь Пётр Николаевич с семьёй проживал в имении «Дюльбер», в имении «Кореиз» — Юсуповы. Всего в Крыму находилось семнадцать представителей бывшего царствующего дома.
Ялтинский совет неоднократно требовал расправиться с ними, начиная уже с первых вспышек террора декабря 1917 года. Только твёрдая позиция комиссара Севастопольского совета матроса Ф. Л. Задорожного, прибывшего в Крым из Петрограда со специальным заданием охранять Романовых и выполнять исключительно приказания центральных властей, предотвратили расправу. Так и не получив от центра никаких указаний касательно судьбы Романовых, отряд матросов под командованием Задорожного охранял Романовых до прихода германцев, после чего был отпущен в Советскую Россию. Хотя германские офицеры и намеревались казнить большевиков, державших членов царствующего дома под арестом, за них вступились сами Романовы, выхлопотав для своих охранников право по желанию покинуть территорию Крыма.

## Причины, размах, последствия террора и его оценки
«Брали на мушку», «ставили к стенке»,

«Списывали в расход» —

Так изменялись из года в год

Речи и быта оттенки.

«Хлопнуть», «угробить», «отправить на шлёпку»,

«К Духонину в штаб», «разменять» —

Проще и хлеще нельзя передать

Нашу кровавую трёпку.

Правду выпытывали из-под ногтей,

В шею вставляли фугасы,

«Шили погоны», «кроили лампасы»,

«Делали однорогих чертей».

Сколько понадобилось лжи

В эти проклятые годы,

Чтоб разъярить и поднять на ножи

Армии, классы, народы.

Всем нам стоять на последней черте,

Всем нам валяться на вшивой подстилке,

Всем быть распластанным с пулей в затылке

И со штыком в животе.
Максимилиан Волошин
29 апреля 1921 года
Симферополь
Массовый террор в Крыму в период первого установления советской власти сравним по размаху с «крестьянскими войнами». Участниками террора была прежде всего та часть флотских экипажей, которая более походила на сообщество уголовников на кораблях флота, чем на военнослужащих, и крымские люмпены. И хотя и те, и другие зачастую именовали себя «большевиками», ни к идеям большевизма, ни к крымскому руководству большевистской партии они не имели отношения. Ни крымский пролетариат, ни здоровая часть корабельных команд в терроре участия не принимали, а иногда даже препятствовали его осуществлению.
Любой уголовник или люмпен, надев на себя матросскую форму, мог заняться грабежом и убийствами. Преступниками двигали прежде всего низменные инстинкты — «вырезать проклятых буржуев и поделить их имущество». На эти страсти наложились ксенофобия, социальная кастовость российского общества, обнищание населения, усталость от войны, с одной стороны, а с другой — уже вошедшая в привычку жестокость военного времени. И наконец — страх самих террористов перед своими противниками, так как ещё Энгельс дал террору такое определение: «террор — это большей частью бесполезные жестокости, совершаемые ради собственного успокоения людьми, которые сами испытывают страх».
Советские историки объясняли произошедшие события стихийным выступлением народных масс, вызванным вызывающим поведением буржуазии, которая пряталась «до сих пор за спинами соглашательских организаций» и сама «перед лицом изнемогающей в трудностях революции привела массы в состояние ожесточения, кровавой ненависти по отношению к себе», отказывая этим событиям в «революционности» и списывая их на провокации со стороны буржуазии. Однако, как заметил историк М. А. Елизаров, «буржуазия… не может сама на себя натравливать массы».
Со временем террор всё больше сближался с политикой официальных властей. Воззвания, издававшиеся в Севастополе от имени властных структур, подогревали страсти. И если в декабре 1917 — январе 1918 года события шли зачастую не только не под руководством ревкомов и советов, а даже вопреки их воле, то вспышка террора 22—23 февраля 1918 года была спровоцирована прежде всего декретом СНК от 21 февраля 1918 года. По мнению историков Зарубиных, крымская история массового террора может быть иллюстрацией того, какие формы принимал красный террор в годы Гражданской войны: террор эволюционировал от условно-стихийной стадии в декабре 1917 года до организованной, большевистско-государственной — в ноябре 1920-го (об этих событиях более подробно смотрите в статье Красный террор в Крыму).
За декабрь 1917 — январь 1918 годов от бессудных расправ в Крыму, по минимальным оценкам, погибло не менее тысячи человек, значительная доля которых были офицерами Черноморского флота, а всего за период установления и господства в Крыму советской власти (декабрь 1917 — апрель 1918 годов) в результате террора и боевых действий было убито до 8000 человек. Одной из составляющих разнузданности толпы и террора стали осквернение храмов и убийства священнослужителей.
Волна бессудных убийств, прокатившаяся по городу в период, когда у власти в Севастопольском совете находилась коалиция большевиков и левых эсеров, привела к тому, что на выборах в Совет, произошедших в начале апреля 1918 года, горожане проголосовали за их политических конкурентов из социалистического лагеря — меньшевиков и правых эсеров. Большевики организовали повторные выборы в Совет, но и они были ими проиграны.
Террор подтолкнул многих офицеров в ряды зарождавшегося Белого движения. Офицерскому корпусу Черноморского флота были нанесены колоссальные потери. Те офицеры, которые не пострадали в ходе террора, предпочли покинуть корабли и уехать из крымских городов. Это привело к почти полной утрате боеспособности Черноморского флота, что показали дальнейшие события весны — лета 1918 года на Чёрном море. С другой стороны, демобилизовавшиеся матросы Черноморского флота, обретя практический опыт террора, были весьма экстремистски настроены. В своих родных городах и сёлах, прежде всего Новороссии, откуда многие из них были родом, они проявили повышенную активность в устройстве новой местной власти, а с началом на Юге России полномасштабной Гражданской войны образовали многочисленные матросские партизанские отряды полуразбойного характера, которые способствовали накалу насилия и особой жестокости проходивших тут боевых действий.
Ряд историков указывают, что события, произошедшие в Крыму зимой 1917—1918 годов, явившиеся первым случаем применения массового террора во время Гражданской войны в России, демонстрируют несостоятельность объяснений лидеров большевизма и последующей советской историографии, что террор был «навязан» советской власти её противниками, что «белый террор предшествовал красному». «Стихийный террор» того периода на самом деле не был стихийным — его подготовила многолетняя пропаганда экстремизма, которую вели леворадикальные партии — анархисты, левые эсеры и прежде всего большевики. Именно утопическая пропаганда большевиков и их союзников обработала широкие массы таким образом, что они были готовы к проведению террора, считали допустимыми и неизбежными те формы насилия, которые случились в Крыму.

## Память
С советского времени в топонимике и монументальном искусстве Крыма сохранились имена и произведения, прославляющие организаторов и участников массового террора рассматриваемого периода. Так, улицы Евпатории носят имена В. Матвеева, Н. Дёмышева и членов семьи Немич. Имена их выгравированы золотыми буквами на пьедестале монумента «советских коммунаров» в сквере Революции. В Феодосии одна из улиц носит имя Федько, там же ему установлен бюст. В Симферополе и Евпатории существуют улицы, носящие имя Жана Миллера.

До начала XXI века на территории Крыма не было ни одного памятника или памятного знака, связанного с жертвами массового террора. Но в 2000-х годах ситуация начала меняться. Памятные кресты были установлены в Багреевке (Ялта), на Еврейской дороге (Алупка), в Феодосии, в Керчи.

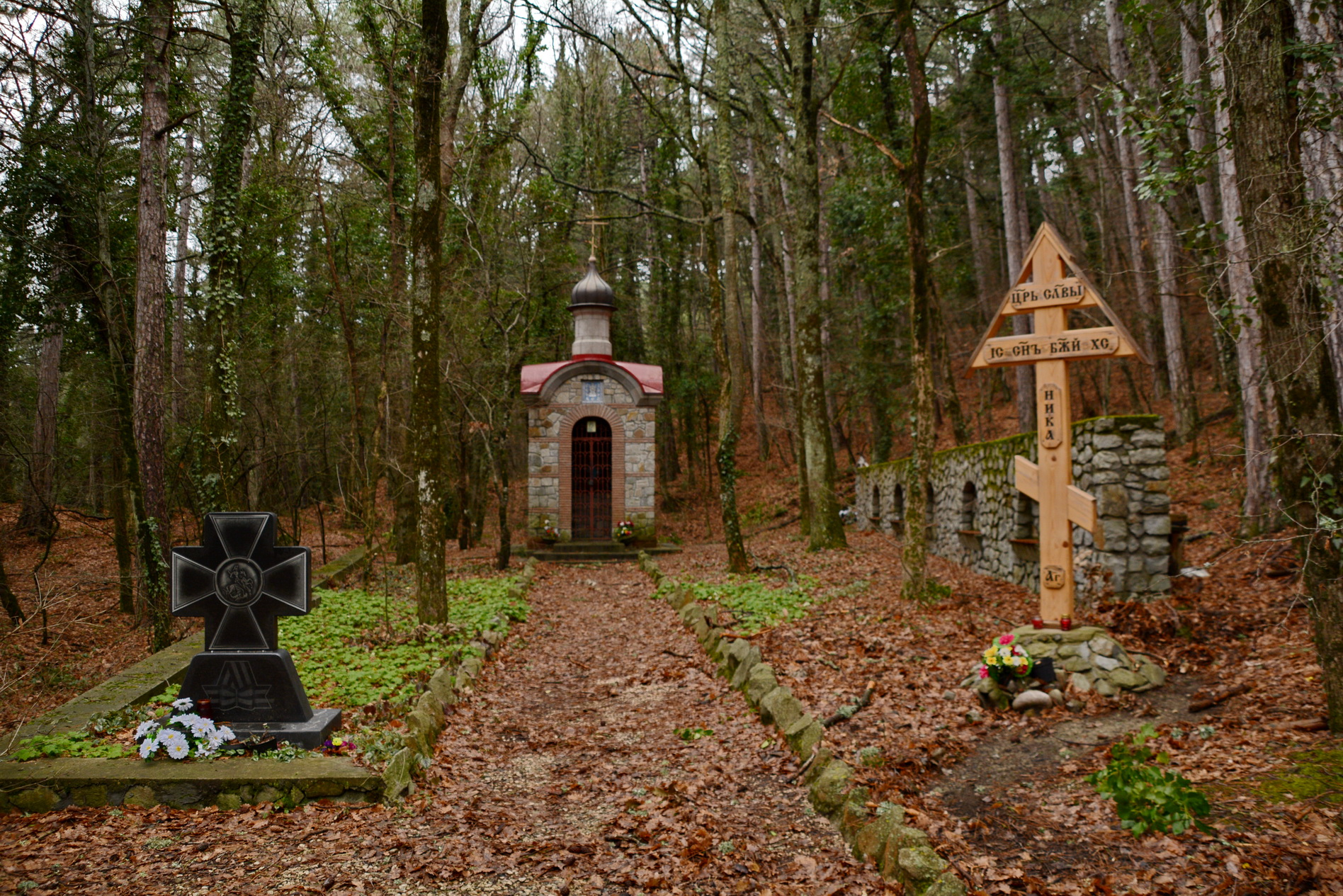
Часовня во имя иконы Знамения Пресвятыя Богородицы Курско-Коренной в Багреевке (Ялта) в память убитых
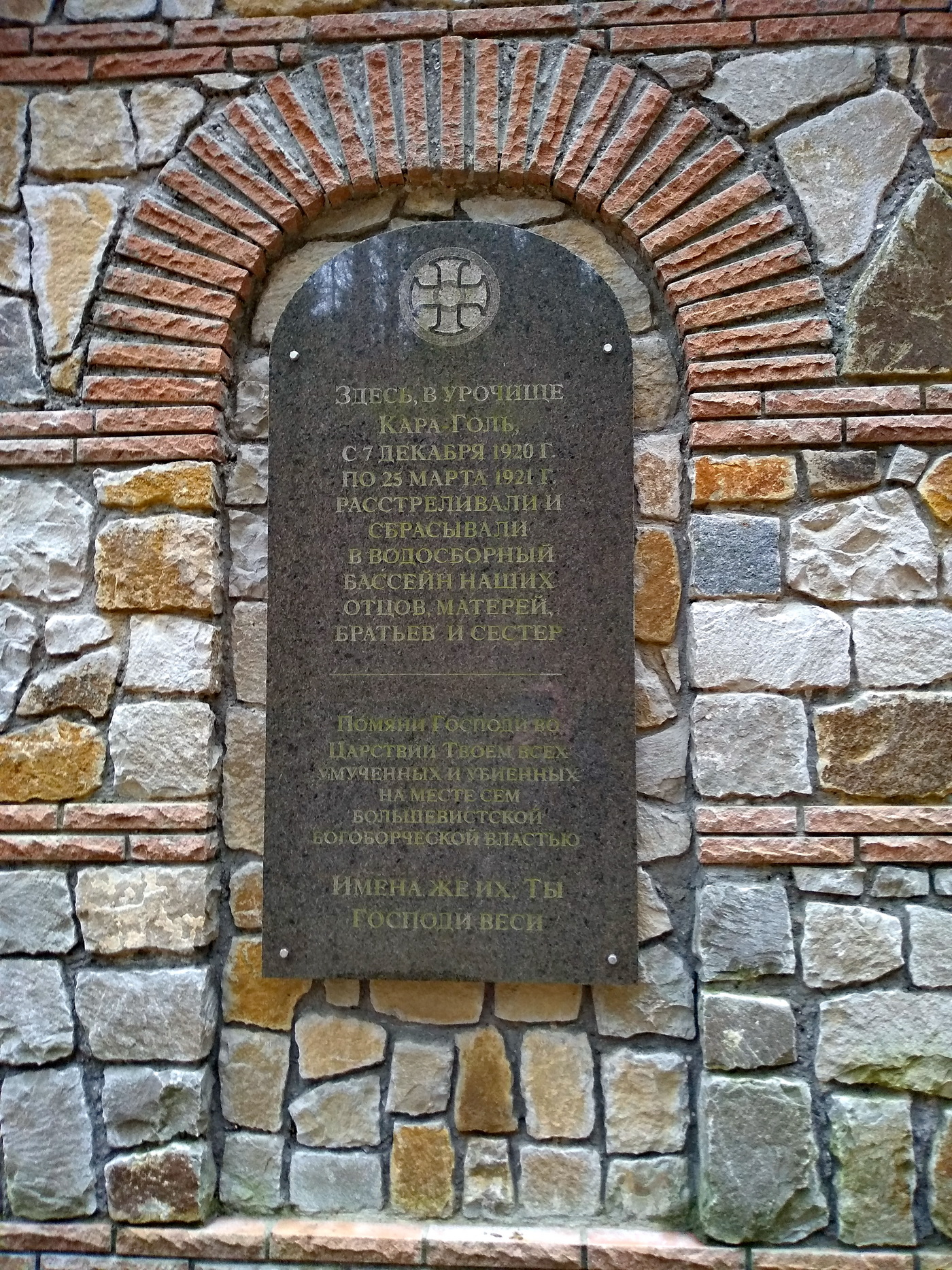
Памятная табличка
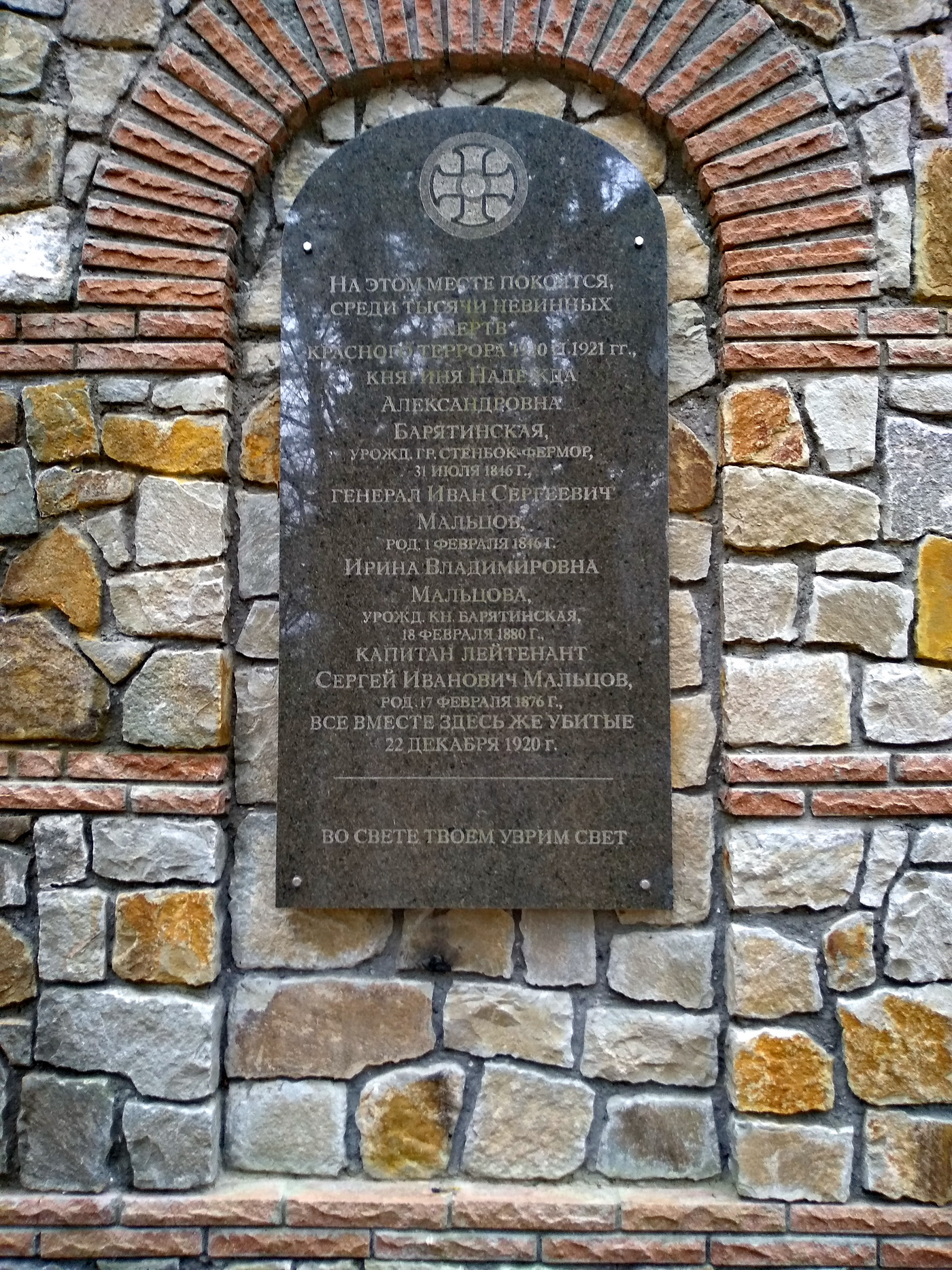
Имена жертв
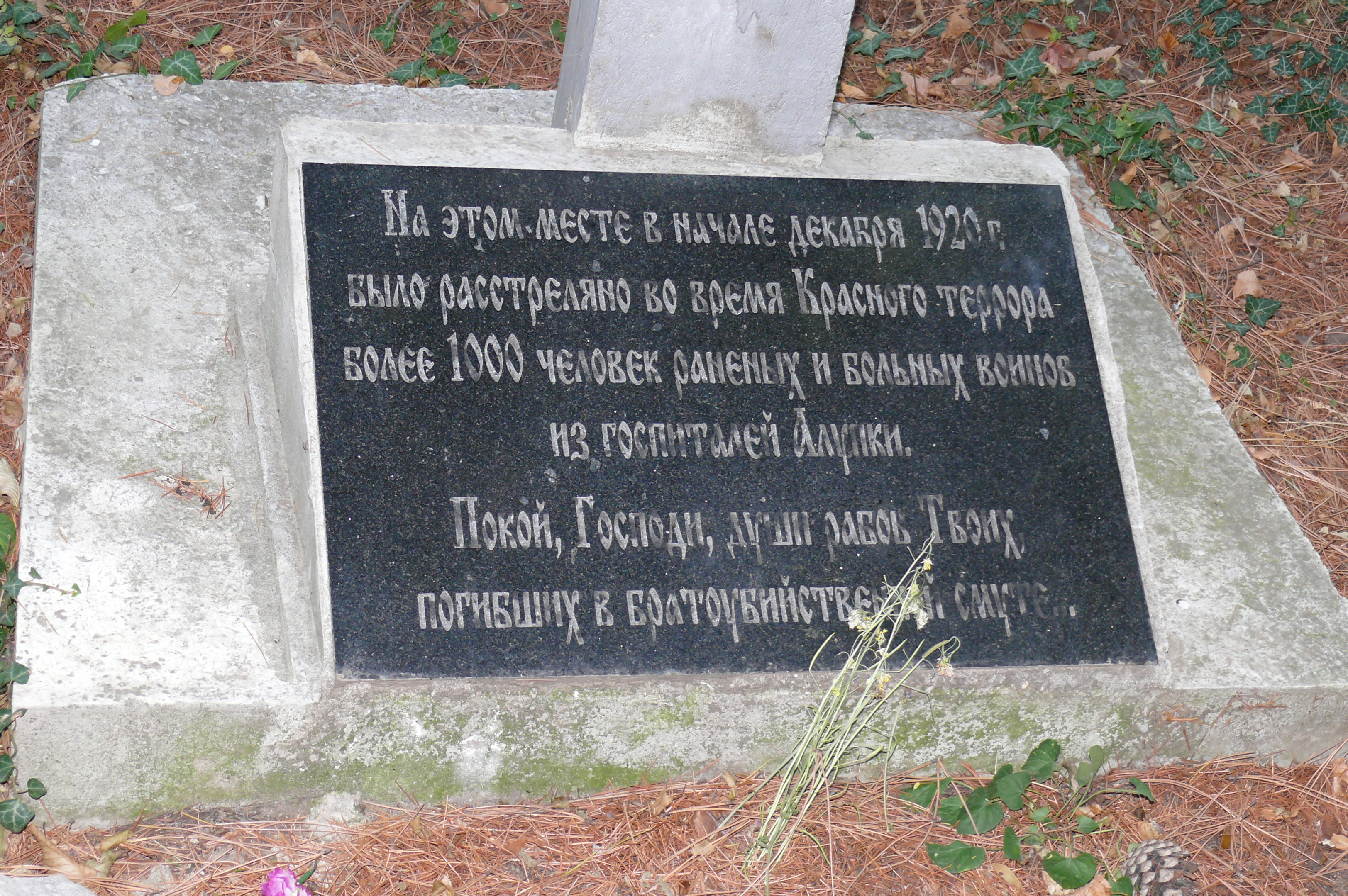
Памятная табличка на Поклонном кресте на Еврейской тропе (Алупка)
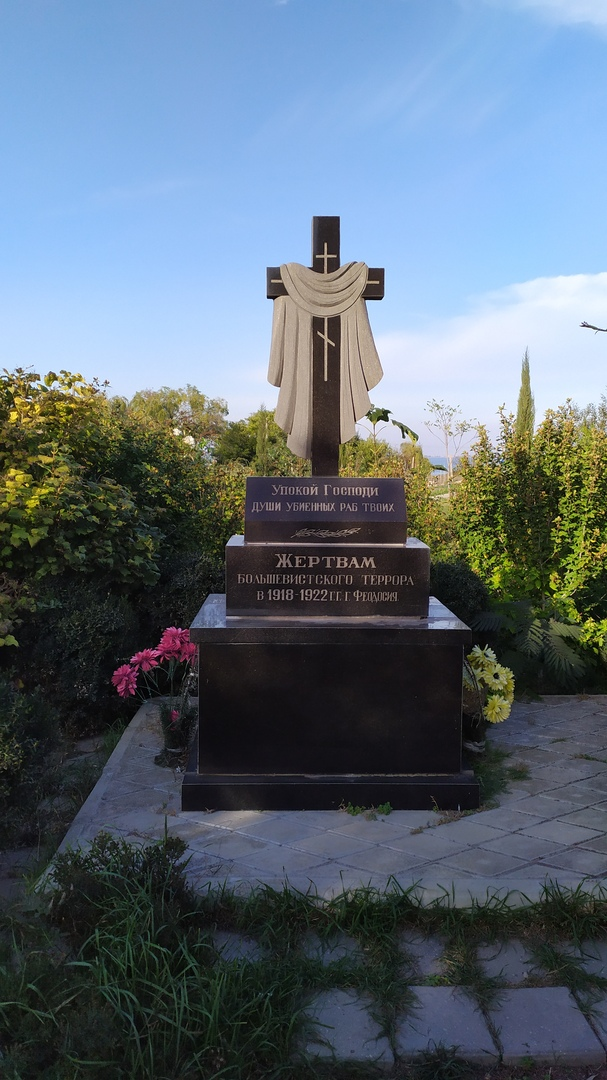
Мемориал Жертвам большевистского террора в Феодосии на территории Храма Иверской иконы Божьей Матери

В Евпатории в 2009 году на территории Храма святого Илии усердием его настоятеля, протоиерея Георгия Куницына и с благословения митрополита Симферопольского и Крымского Лазаря установлен православный памятный крест в память о жертвах террора января — марта 1918 года.

## В культуре

### В советской литературе
Исследователь новейшей истории Крыма Д. В. Соколов среди произведений советской литературы, в которых были правдиво (что, по мнению Соколова, требовало от писателей не только знания событий и наличия таланта, но и гражданского мужества) описаны события, связанные с крымским террором, выделил повесть А. Г. Малышкина «Севастополь» (1931 год). Автор проживал в Крыму в годы гражданской войны и его повесть во многом автобиографична. Главный герой повести — мичман Сергей Шелехов. В нём автор воплотил некоторые свои личные черты и эпизоды жизненного пути. В произведении показана целостная картина жизни Севастополя и Черноморского флота в межреволюционный период и события «Варфломеевских ночей». Произведение было отмечено и А. И. Солженициным, который писал:

Одинокая душа Шелехова — в неохватимых поворотах событий: то, летом Семнадцатого, швыряет его, исходящего любовью к народу, в одного из первых бунтарских ораторов; то, уже к зиме, когда сжигают офицеров в топках кораблей, расстреливают сотнями на Малаховом кургане, — переодевается матросом, впадает в берложную залёжку, вне событий, исстраданно, до полного упадка: будь что будет, придут — так придут. И жуть его ожиданья — зримым пиком революции передаётся и читателю. Картины севастопольских месяцев Семнадцатого года — как вылеплены из пламенного потока. Они и суть — главное содержание книги.
В произведении показана царящая в городе гнетущая атмосфера страха и множащиеся жуткие слухи о творящихся зверствах. Малышкин показал убийства офицеров в Севастополе, отправку транспорта «Трувор» с карательной экспедицией в Евпаторию как самочинные матросские самосуды, которые были пресечены пришедшим к власти большевистским ревкомом. То, что эти стихийные проявления «народного гнева», в действительности были подготовлены соответствующей агитацией большевиков и других левых партий в предшествующий период, в произведении не показано.
Кровавые события в Крыму описывались советскими писателями и позднее. Так, в 1966 году был опубликован роман И. Л. Сельвинского «О, юность моя!», в котором описывалась революционная Евпатория и расправы над задержанными на транспорте «Трувор» в январе 1918 года, а в 1987 году вышел роман А. И. Домбровского «Красная Таврида» о революции и гражданской войне в Крыму. Однако в этих произведениях, ввиду установок коммунистической партии, описание террора оттеснено на задний план.

## Комментарии
1. ↑  Голоса крымских избирателей распределились следующим образом. По партийным спискам: Партия социалистов-революционеров разных фракций получила 352 726 голосов, или 67,9 %; кадеты — 38 108 голосов, или 6,8 %; большевики — 31 154 голосов, или 5,5 %; меньшевики — 14 693 голосов, или 3,3 %; по национальным спискам: мусульмане — 64 880, или 11,9 %; немцы — 23 590, или 4,8 %; евреи — 13 145 голосов, или 2,4 %. Крым, как и вся Россия, голосовал за социалистов. (Зарубин А. Г., Зарубин В. Г. Без победителей. Из истории Гражданской войны в Крыму. — Симферополь: Антиква, 2008. — С. 222. — 728 с. — 800 экз. — ISBN 978-966-2930-47-4)
2. ↑  На выборах во Всероссийское учредительное собрание на Черноморском флоте за эсеров проголосовало 22 000 моряков, за большевиков — 10 800, за прочие партии и национальные списки — 19 500 (Зарубин А. Г., Зарубин В. Г. Без победителей. Из истории Гражданской войны в Крыму. — Симферополь: Антиква, 2008. — С. 222. — 728 с. — 800 экз. — ISBN 978-966-2930-47-4))

### Мемуары и документы
- Красный террор в годы гражданской войны. По материалам Особой следственной комиссии по расследованию злодеяний большевиков / Под ред. докторов ист. наук Ю. Г. Фельштинского и Г. И. Чернявского. — М.: Терра—Книжный клуб, 2004. — 512 с.
- Раздел 2. В Крыму // Красный террор глазами очевидцев / Сост., предисл. и комм. д. и. н. С. В. Волкова. — М.: Айрис-пресс, 2009. — С. 173—236. — 448 с. — (Белая Россия). — 3000 экз. — ISBN 978-5-8112-3530-8.
- Севастополь: Хроника революций и гражданской войны 1917—1920 гг / Ред. В. В. Крестьянников. — Севастополь, 2005. — 294 с.
- Сапожников А. Л. По воспоминаниям отрока из семьи последних крымских помещиков // Крымский архив : журнал. — 2001. — № 7. — С. 200—231. Архивировано 24 ноября 2007 года.

### Исследования
- Бобков А. А. Разворот солнца над Аквилоном вручную. Феодосия и феодосийцы в Русской смуте. Год 1918. — 1-е. — Феодосия — Симферополь: Оригинал-М, 2008. — 384 с. — 200 экз. — ISBN 978-966-8933-15-8.
- Быкова Т. Б. Масовий терор у період утвердження радянської влади в Криму (1918–1921 рр.) (укр.) // З архівів ВУЧК-ГПУ-НКВД-КГБ : журнал. — Киев, 2001. — Т. 2 (17). — С. 437—464.
- Быкова Т. Б. 7. Красный террор в Крыму // Политический террор и терроризм на Украине XIX—XX стол.: Исторические наброски = Політичний терор і тероризм в Україні XIX—XX ст.: Історичні нариси / Отв. ред. В. А. Смолий; НАН України; Інститут історії України. — Киев: Наукова думка, 2002. — С. 191—206. — 952 с. — ISBN 777-02-3348-9.
- Быкова Т. Б. Создание Крымской АССР (1917—1921 гг.) = Створення Кримської АСРР (1917—1921 рр.) / Ред. С. В. Кульчицкий. — Киев: Ин-т истории Украины НАНУ, 2011. — 247 с. — 300 экз. — ISBN 978-966-02-5992-8.
- Елизаров М. А. Матросские массы в 1917—1921 гг.: от левого экстремизма к демократизму. — СПб.: СПб ВМИ, 2004. — 282 с.
- Елизаров М. А. Левый экстремизм на флоте в период революции 1917 года и гражданской войны: февраль 1917 — март 1921 гг / Дисс. докт. ист. наук. Специальность 07.00.02. — Отеч. история. — СПб., 2007. — 578 с.
- Зарубин А. Г., Зарубин В. Г. Без победителей. Из истории Гражданской войны в Крыму. — Симферополь: Антиква, 2008. — 728 с. — 800 экз. — ISBN 978-966-2930-47-4.
- Зарубин В. Г. Проект «Украина». Крым в годы смуты (1917–1921 гг.). — 1-е. — Харьков: Фолио, 2013. — 379 с. — (Проект Украина). — 1200 экз. — ISBN 978-966-03-6091-4.
- Мельгунов С.П. Красный террор в России. — 2-е изд. — New York: Brandy, 1979. — 204 с. — ISBN 0-935874-00-3.
- Панова А. В. Расправа матросов Черноморского флота над офицерским составом // Изв. Рос. гос. пед. ун-та им. А. И. Герцена : журнал. — 2010. — Т. 126. — ISSN 1992-6464.
- Пученков А. С. Украина и Крым в 1918 — начале 1919 года. Очерки политической истории. — СПб.: Нестор-История, 2013. — 340 с. — 500 экз. — ISBN 978-5-4469-0092-3.
- Ратьковский И.С. Крымские расстрелы зимой 1917–1918 гг. (по воспоминаниям их участников) // Трагедия Войны: Гуманитарное измерение вооруженных конфликтов XX века. М., 2021.
- Соколов Д. В. Крым большевистский. Год 1919-й. Сайт «Белое дело» (2 июля 2014). Дата обращения: 3 июля 2014. Архивировано из оригинала 14 июля 2014 года.
- Соколов Д. В. Очерки по истории политических репрессий в Крыму (1917—1941 гг.): сб. ст. — Севастополь: Телескоп, 2009. — 59 с. — ISBN 9661539065.
- Соколов Д. В. Таврида, обагрённая кровью. Большевизация Крыма и Черноморского флота в марте 1917 — мае 1918 г. — М.: Посев, 2013. — 271 с. — ISBN 978-5-9902820-6-3.

### Художественная литература
- Шмелёв И. С. Солнце мёртвых. — Даръ, 2008. — 384 с. — (Русская культура). — ISBN 978-5-485-00156-8.